# TheFatRat
Christian Friedrich Johannes Büttner (Gotinga, Alemania Occidental; 1 de junio de 1979), conocido profesionalmente como TheFatRat, es un DJ, productor discográfico y músico alemán. Su género se describe a menudo como "glitch-hop". Es principalmente conocido por el "EP" (extended play) de 2016, Jackpot, que alcanzó el puesto 23 en la lista de Billboard Dance/Electronic Albums. Alcanzó el puesto 15 en la lista Next Big Sound de Billboard en febrero de 2015.

## Carrera musical
Büttner comenzó a producir música en 2001 bajo su nombre real. Comenzó haciendo música de fondo para televisión, radio y publicidad y produjo música para distintos DJ.
En 2010, Büttner produjo la canción Mignon Mignon para René la Taupe, que se convirtió en un sencillo número uno en Francia. Por esa época, también produjo la canción "Audubon Ballroom" en el álbum de Lupe Fiasco, Food & Liquor II: The Great American Rap Album Pt. 1, que se ubicó en el puesto número 5 en el Billboard 200.
En julio de 2011, comenzó a hacer música en solitario bajo el seudónimo de TheFatRat, un apodo que le dieron en su juventud. Su carrera comenzó con el lanzamiento de su primer EP, Do Be Do Be Do.
En 2016, la música de Büttner se había utilizado en más de 1,5 millones de videos de YouTube. Su sencillo "Unity" fue incluido en el álbum Sounds of Syndication Vol. 1 organizado por Tom Cassell, uno de los streamers más suscritos en Twitch.
En noviembre de 2016, Büttner lanzó su segundo EP, Jackpot en la discográfica Universal Music Group. El EP alcanzó el puesto 23 en la lista de Billboard Dance/Electronic Albums. En diciembre de 2016, Büttner fundó una compañía discográfica, The Arcadium, en colaboración con Universal Music.
En junio de 2017, lanzó el sencillo Fly Away con la vocalista Anjulie. En julio, tocó en el Electric Forest Festival. En octubre de 2017, lanzó el sencillo Oblivion con la vocalista Lola Blanc.
En marzo de 2018, lanzó el sencillo MAYDAY. En julio de 2018, lanzó Warrior Songs, un paquete de música para el videojuego Dota 2, que estuvo disponible en el juego a partir del 13 de septiembre de 2018, según Matthew "Cyborgmatt" Bailey, director de operaciones de Team Secret.
En diciembre de 2018, publicó un video sobre cómo el sistema content ID de YouTube está "roto", ya que un usuario anónimo conocido como Ramjets reclamó todas las ganancias por su canción The Calling y YouTube se negó a resolver la disputa. YouTube eliminó el reclamo más tarde.
En febrero de 2020, Redbull.com realizó un documental de 10 minutos sobre Büttner y su carrera titulado TheFatRat: Everything You Ever Wanted To Know About Him. Publicaron esto en su artículo, "TheFatRat: Meet the EDM DJ who's elevated video game music to high art".
El 7 de febrero de 2020, Büttner lanzó un video musical de ciencia ficción en YouTube protagonizado por él mismo y Maisy Kay para su canción The Storm, que interpretó con Kay. El video musical fue filmado en Islandia, con Surtshellir Cave el primer día, Hekla Mountain el segundo día y Hjörleifshöfði el tercer y último día. Acompañando al video musical hay un juego para móviles llamado The Storm - Interactive, donde se puede jugar a través de la historia del video.
El 9 de julio de 2021, Büttner lanzó "Hiding in the Blue", un tema que coprodujo con RIELL y el primero de su segundo álbum, "Parallax". El álbum consta de 10 sencillos que se lanzaron a lo largo de 10 semanas (entre el 9 de julio y el 10 de septiembre) todos los viernes en su canal de YouTube.
El 12 de septiembre de 2024, Büttner anunció en sus redes sociales el lanzamiento de un EP titulado "Ray Tracer", que se lanzará el 27 de septiembre. El EP contiene tres sencillos.
Hasta mayo de 2025, el canal de YouTube de Büttner cuenta con 6,6 millones de suscriptores y más de 2.088 millones de visitas.

## Discografía

### Álbumes
| Año  | Título                    | Información |
| ---- | ------------------------- | --- |
| 2018 | Warrior Songs (de Dota 2) | - Lanzamiento: 20 de julio de 2018 y 13 de septiembre de 2018 (en el juego) - Discográfica: The Arcadium - Formato: descarga digital |
| 2021 | Parallax                  | - Lanzamiento: 10 de septiembre de 2021 - Discográfica: The Arcadium - Formato: descarga digital                                     |

### Extended plays
| Año  | Título         | Información                                                                                        | Posiciones más altas |
| Año  | Título         | Información                                                                                        | Dance Club Songs     |
| ---- | -------------- | -------------------------------------------------------------------------------------------------- | -------------------- |
| 2011 | Do Be Do Be Do | - Lanzamiento: 28 de julio de 2011 - Discográfica: autolanzamiento - Formato: descarga digital     | -                    |
| 2016 | Jackpot        | - Lanzamiento: 18 de noviembre de 2016 - Discográfica: Universal Music - Formato: descarga digital | 23                   |
| 2020 | Classics       | - Lanzamiento: 12 de junio de 2020 - Discográfica: The Arcadium - Formato: descarga digital        | -                    |
| 2024 | Ray Tracer     | - Lanzamiento: 27 de septiembre de 2024 - Discográfica: Pharisade - Formato: descarga digital      | -                    |